# Vimeiro (Alcobaça)

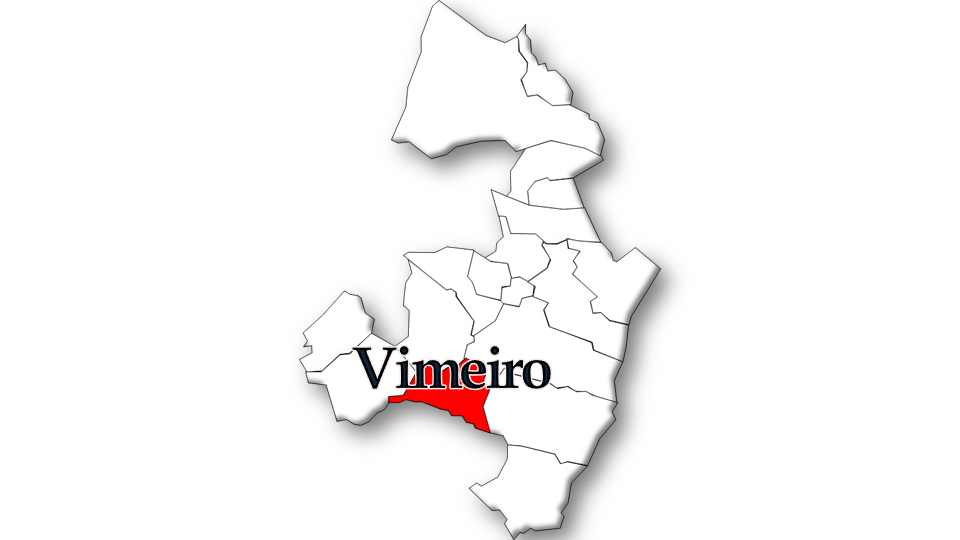
Localização da freguesia no Município de Alcobaça

Vimeiro é uma povoação portuguesa sede da Freguesia do Vimeiro do Município de Alcobaça, freguesia com 20,17 km² de área. Em 2021, tinha 1 753 habitantes, tendo, por isso, uma densidade populacional de 86,9 hab./km².

## Demografia
A população registada nos censos foi:
| Distribuição da População por Grupos Etários | Distribuição da População por Grupos Etários | Distribuição da População por Grupos Etários | Distribuição da População por Grupos Etários | Distribuição da População por Grupos Etários |
| -------------------------------------------- | -------------------------------------------- | -------------------------------------------- | -------------------------------------------- | -------------------------------------------- |
| Ano                                          | 0-14 Anos                                    | 15-24 Anos                                   | 25-64 Anos                                   | > 65 Anos                                    |
| 2001                                         | 350                                          | 312                                          | 1086                                         | 364                                          |
| 2011                                         | 251                                          | 225                                          | 1007                                         | 465                                          |
| 2021                                         | 163                                          | 175                                          | 884                                          | 531                                          |

## Toponímia
Vimeiro deriva de vime, forma vegetal muito abundante numa zona ainda inculta e deserta nos primeiros séculos da nossa Monarquia. Algumas teorias apontam mesmo para o despovoamento total desta região no período anterior à Reconquista cristã.

## História
O Vimeiro teve um povoamento pré-histórico importante, do qual surgiram no nosso século abundantes vestígios. Segundo José Diogo Ribeiro, foram encontrados na Quinta do Vimeiro diversas lápides de mármore e, no sítio denominado Cidade de Lilaia, uma série de fragmentos cerâmicos. Por volta de 1930, ao ser perfurado um poço num quintal da freguesia surgiram dois utensílios do período neolítico, uma faca de grandes dimensões e um machado pequeno.
O topónimo, Pena da Gouvinha faz pressupor que por aqui terão passado os povos bárbaros. Gouvinha é um nome pessoal de origem germânica, ainda documentado no século XII como Gaudina.
O posterior repovoamento da zona alcobacense deveu-se ao Mosteiro de Alcobaça, que em meados do século XII recebeu de D. Afonso Henriques carta de couto. Esse repovoamento fez-se sob a forma de casais isolados, grande parte deles provinientes do norte do país.
Vimeiro, hoje sede de freguesia, terá começado por ser uma vasta propriedade privilegiada, pertença do Mosteiro Cisterciense. Aliás, no século XIII, a povoação é denominada “Granja do Vimeiro” o que demonstrar que aquele local foi cultivado como cabeça de uma granja.
Diz a tradição que a construção da primeira Igreja Matriz da freguesia ocorreu ainda antes da formação da mesma. Seria uma pequena capela, dedicada ao Espírito Santo, que se situava a pequena distância do adro da atual igreja, precisamente no local existiu o cemitério. Estava em ruínas quando foi demolido, já na segunda metade do século XIX. O painel do seu retábulo foi transferido para a nova igreja matriz.

## Atividades económicas
A sua atividade económica predominante é a fruticultura com uma produção e comercialização anual de milhares de toneladas. A suinicultura é a segunda maior atividade, contudo existe ainda uma empresa de cerâmica virada para a exportação, bem como pequenas empresas em diferentes áreas.

## Património
- Núcleo construído da Quinta ou Granja do Vimeiro

## Mata do Vimeiro
A Mata Nacional do Vimeiro é património de Estado e classificada como nacional, integrando quatro matas (Roda, Gaio, Ribeira e Canto). Possui cerca de 262 hectares arborizados, onde 60% é constituído por pinheiro-bravo.

## Personalidades ilustres
Nasceu em Vimeiro, na aldeia de Sortão, João Rebelo da Silva, o célebre autor de “O Palito Métrico”, também conhecido como o “Macarronea Portugueza”. Obra muito rara na literatura portuguesa, escrita em verso nos tempos em que frequentou a Universidade de Coimbra. [carece de fontes?]